# Starobogatovella
Starobogatovella es un género de foraminífero bentónico de la familia Discamminidae, de la superfamilia Lituoloidea, del suborden Lituolina y del orden Lituolida. Su especie tipo es Starobogatovella hoeglundi. Su rango cronoestratigráfico abarca el Holoceno.

## Discusión
Clasificaciones previas incluían Starobogatovella en el suborden Textulariina del orden Textulariida, o en el orden Lituolida sin diferenciar el suborden Lituolina.

## Clasificación
Starobogatovella incluye a la siguiente especie:
- Starobogatovella hoeglundi